# Stora Kollsjön
Stora Kollsjön är en sjö i Leksands kommun i Dalarna och ingår i Dalälvens huvudavrinningsområde. Sjön har en area på 0,689 kvadratkilometer och ligger 176,1 meter över havet. Sjön avvattnas av vattendraget Limån.

## Delavrinningsområde
Stora Kollsjön ingår i det delavrinningsområde (673989-143676) som SMHI kallar för Utloppet av Stora Kollsjön. Medelhöjden är 216 meter över havet och ytan är 7,97 kvadratkilometer. Räknas de 16 avrinningsområdena uppströms in blir den ackumulerade arean 120,34 kvadratkilometer. Limån som avvattnar avrinningsområdet har biflödesordning 2, vilket innebär att vattnet flödar genom totalt 2 vattendrag innan det når havet efter 306 kilometer. Avrinningsområdet består mestadels av skog (53 procent) och sankmarker (27 procent). Avrinningsområdet har 0,76 kvadratkilometer vattenytor vilket ger det en sjöprocent på 9,5 procent.